# Selenicereus tonduzii
Selenicereus tonduzii es una especie de planta fanerógama perteneciente a la familia Cactaceae.

## Distribución
El área de distribución nativa de esta especie se extiende en Costa Rica y Panamá, países de donde es endémica, así mismo, es una especie muy rara en la vida silvestre. Crece principalmente en el bioma tropical húmedo.

## Descripción
Es un cactus perenne carnosa expansiva con tallos armados de espinas y con las flores de color blanco.

## Taxonomía
La especie fue descrita inicialmente como Cereus tonduzii por Frédéric Albert Constantin Weber y publicada en Bulletin du Muséum d'Histoire Naturelle 8(6): 459, en 1902, hoy en día es tanto un sinónimo como el basónimo de esta. Posteriormente, sería transferida al género Weberocereus por Gordon Douglas Rowley en National Cactus and Succulent Journal 37(2): 46, en 1982, nombre científico que también es un sinónimo de esta actualmente; y ulteriormente, sería transferida al género Selenicereus por Ángel Salvador Arias Montes y Nadja Korotkova y tanto validada como publicada por David Richard Hunt en Cactaceae Systematics Initiatives: Bulletin of the International Cactaceae Systematics Group 39: 4, en 2018.

#### Etimología
Véase: Selenicereus
tonduzii: epíteto nombrado en honor del botánico suizo Adolphe Tonduz (1862 – 1921).